# 염정훈
염정훈(廉正勳, 1983년 3월 5일 ~ )은 대한민국의 바둑 기사이다.

## 약력
허장회 문하에서 바둑을 배웠고 1997년에 입단하였다. 1998년 2단으로 승단하고 제17기 바둑왕전 본선에 진출했다. 1999년 3단에 이어 2001년에 4단으로 승단했다. 2002년 제21기 KBS 바둑왕전 본선에 진출했다. 2009년 7단을 거쳐 2012년 7월에 8단으로 승단하였다. 2009년 KB국민은행 한국바둑리그에 출전했으며, 제14회 박카스배 천원전 본선에 진출했다. 2020년 1월, 전문 기사직에서 은퇴했다.